# Parafia Najświętszego Serca Jezusa w Środzie Wielkopolskiej
Parafia Najświętszego Serca Jezusa w Środzie Wielkopolskiej – parafia rzymskokatolicka należąca do dekanatu średzkiego archidiecezji poznańskiej. Została utworzona 1 stycznia 1972. Kościół parafialny, poewangelicki, został wybudowany w latach 1881–1888 w stylu neoromańskim. Mieści się na ulicy 17 Września.
Proboszczem parafii od 2014 roku jest ks. dr Krzysztof Michalczak.